# Îles Medes
Pour les articles homonymes, voir Mèdes (homonymie).
Les îles Medes (ou Illes Medes en catalan et Islas Medas en espagnol) forment un archipel de sept îles et quelques îlots inhabités à un peu moins d'un kilomètre de la station balnéaire de L'Estartit, sur la Costa Brava, Catalogne (Espagne) en mer Méditerranée. Les îles font désormais parties du Parc naturel du Montgrí, des Îles Medes et du Baix Ter.

## Description
La superficie totale des îles est d'environ 21 hectares. Il n'y a pas de port ni de plage sur ces îles. Les restes de naufrages témoignent d'une présence humaine très ancienne. Et si ces îles ont autrefois servi de base à la piraterie, elles sont inhabitées depuis 1934.

### Aire protégée
L'archipel est une zone protégée pour la totalité de la surface terrestre ainsi que pour 511 hectares de surface maritime entourant les îles. L'interdiction de la pêche date de 1983 et la protection totale de la faune et de la flore date de 1990. Des dauphins y séjournent régulièrement.
Un grand nombre de mouillages sont répartis autour des îles et la plongée y est réglementée (taxe d'accès, définition des sites de plongée par les gestionnaires de la zone protégée). Les fonds sous-marins, favorisés par la proximité de l'embouchure de la rivière Ter et la protection de la zone, sont particulièrement riches d'une flore et d'une faune diversifiée et prospère.
Un phare, le phare de la Meda, construit en 1868 sur la plus grande île, marque la dangerosité de la zone.
Les noms des îles sont : el Medellot, la Meda Petita, la Meda Gran (la plus grande), les Ferrenelles, el Tascó Gros, el Tascó petit et el Carall Bernat.

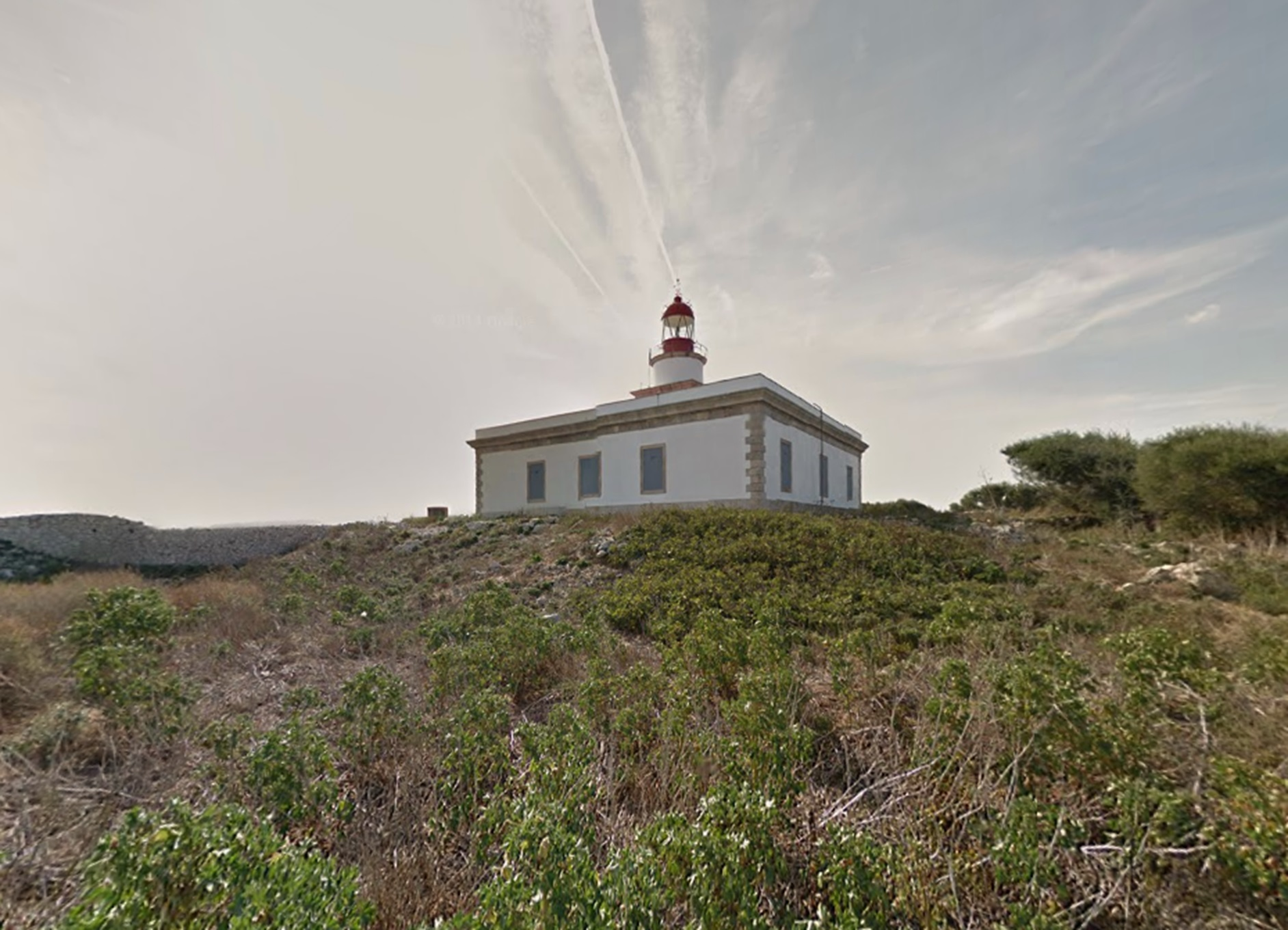
Le phare de la Meda
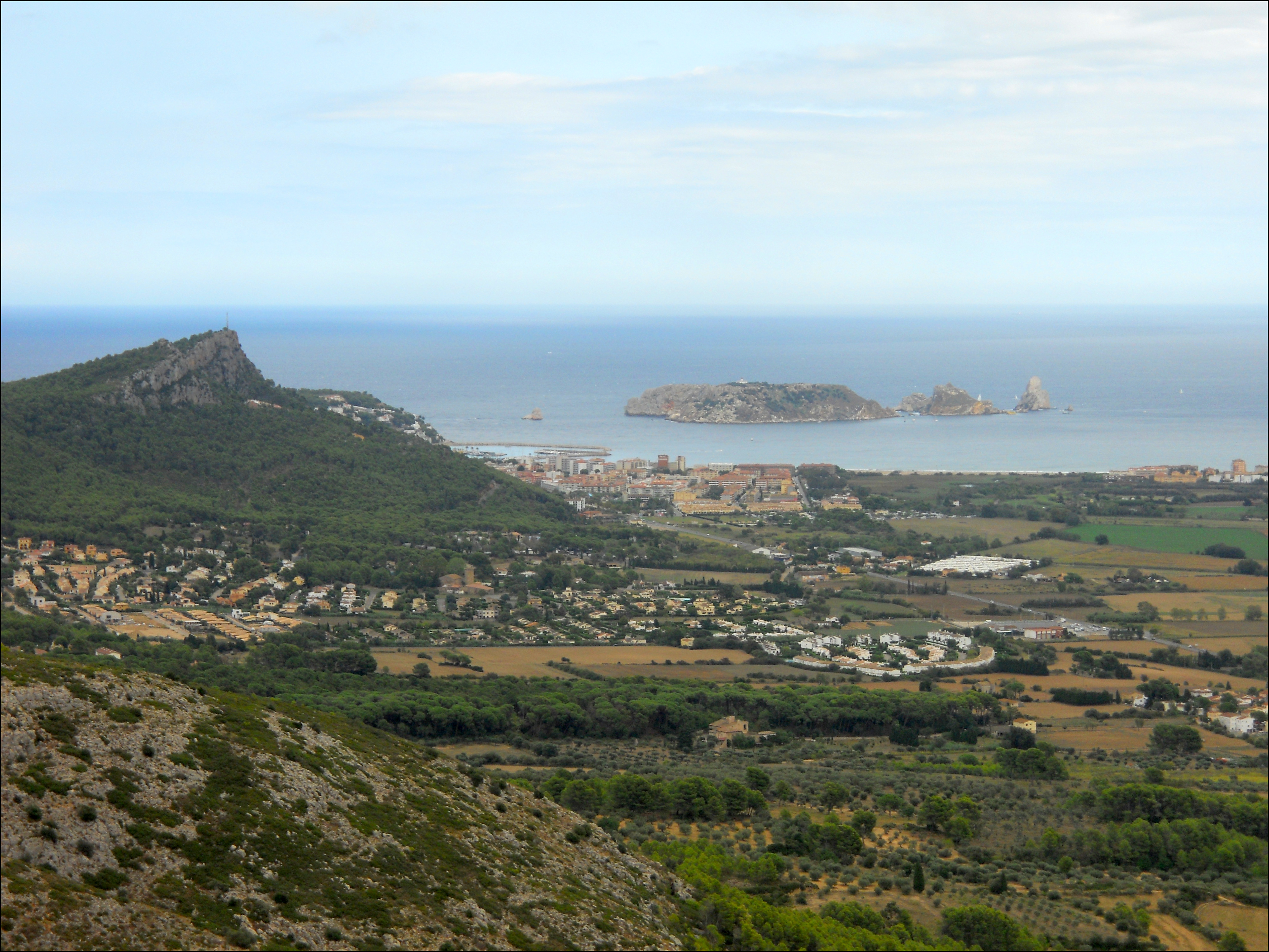
Vue sur les îles Medes depuis le Château de Montgrí .
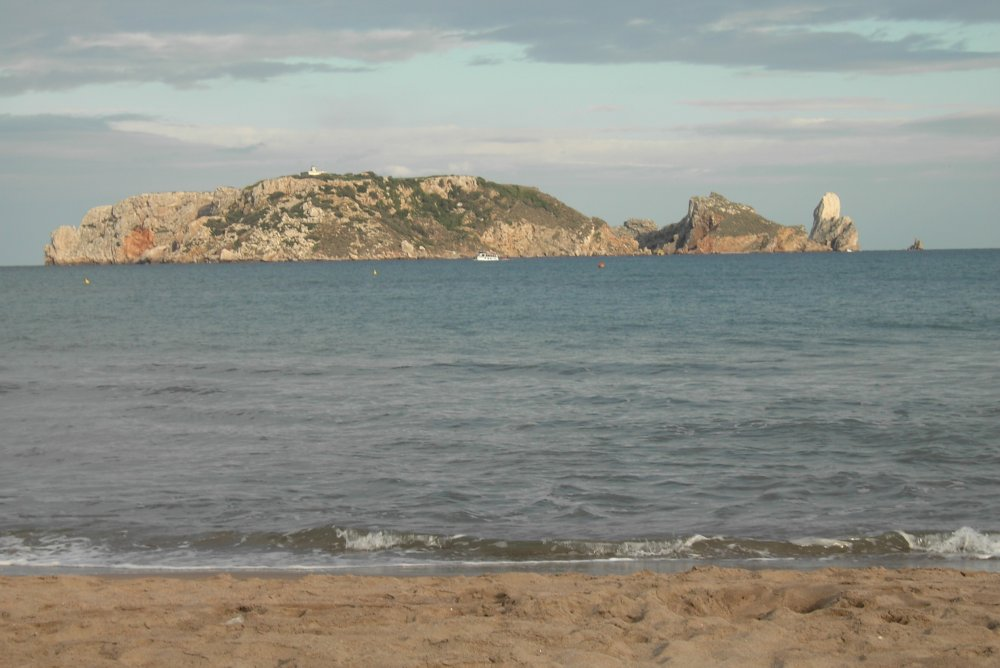
Vue des îles depuis la plage de L'Estartit.
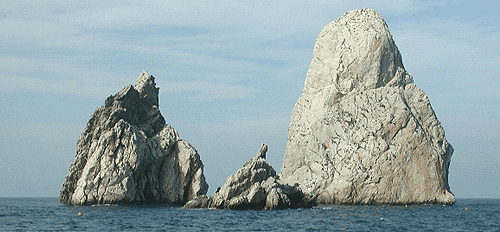
Le Tascó Gros, le Tascó Petit et Carall Bernat.
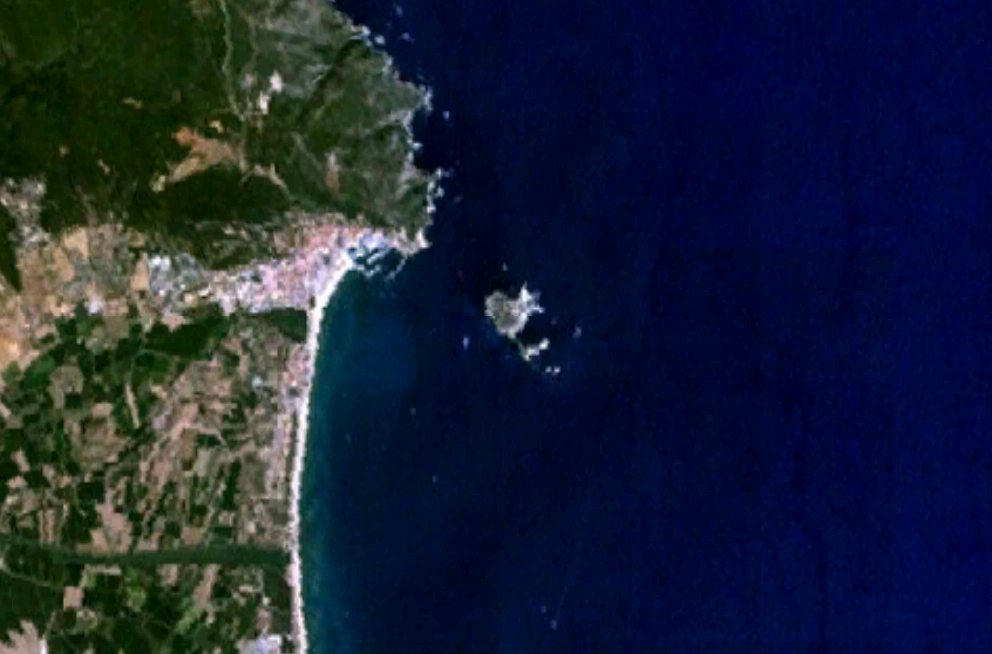
Image satellite des îles.
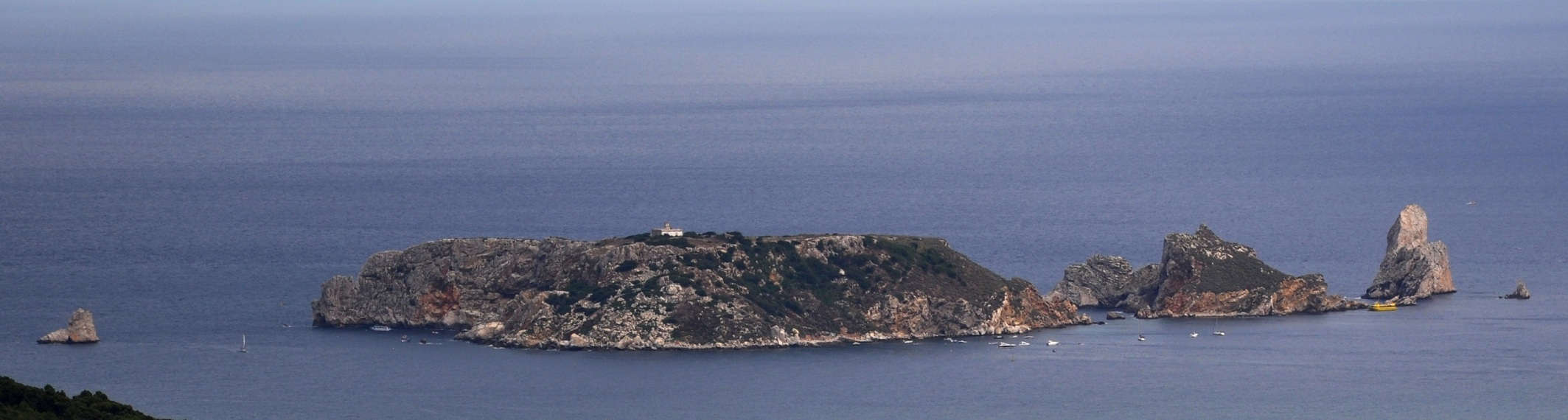
Les Iles Medes vues depuis le Massif du Montgrí. Il y a des notes sur cette image avec les noms et altitudes des iles, cliquez ici.